# Monel
Monel ist eine Gruppe von Nickel-Kupfer-Legierungen, die erstmals Anfang des 20. Jahrhunderts entwickelt wurden. Diese Legierungen sind bekannt für ihre hohe Festigkeit und Korrosionsbeständigkeit in einer Vielzahl von chemischen und physikalischen Umgebungen. Monel (Werkstoffnummer 2.4360, UNS N 04400, Alloy 400, Nicorros), auch Monelmetall genannt, nach Ambrose Monell († 1921), ist eine Nickel-Kupfer-Legierung. Monell meldete die Legierung im Jahre 1905 zum Patent an.

## Zusammensetzung
Monel besteht aus ungefähr 65 % Nickel, 33 % Kupfer und 2 % Eisen. Es hat eine hohe Zugfestigkeit und verhält sich sehr beständig gegenüber atmosphärischer Korrosion, Meerwasser und einer Vielzahl von Säuren und alkalischen Lösungen. Die Bezeichnung Monel ist ein geschützter Markenname der Firma Special Metals Corporation, Huntington (West Virginia), USA. Das Material gilt als ein Vorläufer des rostfreien Stahls und ist heute noch in Gebrauch.

## Anwendung
Monel wird in der Schiffstechnik, der Luftfahrt, für den Turbinenbau, für Ausrüstungen in der Chemie- und Kohlenwasserstoffindustrie, für Ventile, Pumpen und Wärmeübertrager verwendet. Es ist bemerkenswert stabil gegenüber dem aggressiven Fluor F2 (Passivierung der Moneloberfläche durch Fluorierung) und wird deshalb als Material für F2-Aufbewahrungsgefäße (Druckgasflaschen) verwendet.
Monel zeichnet sich aufgrund des hohen Nickelgehaltes ebenfalls durch eine hervorragende elektromagnetische Abschirmwirkung aus.
Daher wird es in der EMV-Technik häufig in Form von Gewebeschläuchen als Schirmmaterial für elektrische Leitungen eingesetzt. Häufige Verwendung findet Monel auch in Reaktoren, Rohrleitungen und Ventilen der chemischen und pharmazeutischen Industrie. Alternativen im Chemieanlagenbau bieten neben anderen Nickelbasislegierungen auch GFK-Bauteile die mit einer chemisch beständigen Auskleidung z. B. aus Perfluoralkoxy-Polymeren (PFA), versehen sind. Da sich Monel außerdem sehr gut löten lässt, werden mitunter die Wechsel der Perinet-Ventile („Monel-Ventile“) für Blechblasinstrumente daraus gefertigt.
Vermehrt Verwendung findet das Material auf Grund seiner Resistenz gegen Hautschweiß
- in der Brillenherstellung als Brillendraht.
- für Markierungen von Tieren (Ohrmarken aus Monel, so genannte monel tags).
- für die Umwicklung von Zupfinstrumenten-Saiten, vor allem bei E-Bass und E-Gitarre („Monel-Saiten“).

## K-Monel
Neben dem klassischen Monel gibt es noch den aushärtbaren K-Monel (Werkstoff.-Nr. 2.4375/(2.4374 - Aerospace applications only), UNS N 05500, Alloy K-500, Nicorros Al). Diesem Werkstoff wird Aluminium zugefügt. Durch eine spezielle Wärmebehandlung kann der Werkstoff ausgehärtet werden. Durch das Ausscheidungshärten kann eine erhebliche Festigkeitssteigerung erreicht werden.
Diese Legierung wird beispielsweise zu Pumpenwellen in Ölpumpen verarbeitet.